# Phtheochroa reisseri
Phtheochroa reisseri es una especie de polilla de la familia Tortricidae. Se encuentra en Creta.
La envergadura es de 12–14 mm. Se han registrado vuelos en adultos en mayo.